# Molí i serradora de Cal Guirre
El Molí i serradora de Cal Guirre és una obra de Navès (Solsonès) inclosa a l'Inventari del Patrimoni Arquitectònic de Catalunya.

## Descripció
Al nucli dispers de la Vall d'Ora, a uns 500 metres del molí de Ca l'Ambròs seguint el curs del riu Aiguadora es troba Cal Guirre. Es tracta d'un conjunt arquitectònic aïllat format pel molí, la serradora, la ferreria i la fusteria. L'edifici principal és de planta rectangular amb diferents cossos rectangulars adossats, amb planta baixa, pis i cobertes una a doble vessant i la resta a una vessant. A la planta baixa hi ha els molins (escairador i molins fariners) i una ferreria plena d'eines i el pis superior correspon a l'habitatge amb el foc a terra, el menjador i els dormitoris. Al costat de la ferreria hi ha l'edifici annex de la serradora que es correspon al cos amb la coberta a dues aigües. Les obertures de l'edifici són de diferent mida i tipologia i es distribueixen de manera asimètrica a la façana. A la planta baixa trobem els portals amb llindes de fusta o amb arc a sardinell i alguna finestra amb emmarcaments de pedra o de maons. A la primera planta les obertures són balcons ampitadors i finestres rectangulars de diferent grandària amb llindes de fusta. La façana combina el paredat vist a la planta baixa i a les bandes verticals i arrebossat al primer pis.
Davant d'aquest edifici hi ha un cobert de dimensions més petites i d'una sola planta, amb coberta a dues aigües amb el carener perpendicular a la façana, que correspon a la fusteria. Entorn Cal Guirre hi ha la bassa i el cup que a través de l'aigua accionava els diferents mecanismes: molins, escairador, serradora, ferreria i fusteria.
A Can Guirre s'hi accedeix per un caminet amb baranes als laterals.

## Història
Els molins hidràulics fariners són un referent de l'activitat econòmica i social del passat dels masos i nuclis rurals escampats entre el Berguedà i el Solsonès. Hi ha documentació del segle XII que ja parla de l'aprofitament de l'energia hidràulica per moure molins, serradores i ferreries a la Vall d'Ora mencionant els molendini accionats per la força del riu Aiguadora. També es troben altres molins fariners del riu Aiguadora com el de Ca l'Ambròs, Can Feliu, el de Moscavera, el vell de Canaleta i el Nou de Postils. Sovint aquests molins tenien serradores i ferreries annexes.
Els molins de Cal Guirre i Ca l'Ambròs van deixar de funcionar a la dècada dels vuitanta del segle xx. Cal Guirre va ser restaurat i museïtzat el 2015 entrant a formar part de l'Ecomuseu de la Vall d'Ora juntament amb l'antiga escola de la Vall (també coneguda com l'Estudi) i Ca l'Ambròs. Els dos molins es troben a una distància d'uns 500 metres seguint el riu d'Aiguadora compartint l'aigua del mateix rec i estan connectats a través del camí ral que anava de Cardona a Gósol, passant pel monestir de Sant Pere de Graudescales.